# Sternarchella schotti
Sternarchella schotti är en fiskart som först beskrevs av Steindachner, 1868.  Sternarchella schotti ingår i släktet Sternarchella och familjen Apteronotidae. Inga underarter finns listade i Catalogue of Life.